# Gymnasium Oldenfelde
Das Gymnasium Oldenfelde ist ein 1970 gegründetes neusprachliches und mathematisch-naturwissenschaftliches Gymnasium in Hamburg-Rahlstedt. Da neben den Pflichtsprachen (Deutsch und Englisch) und Latein alle an Hamburgs Gymnasien angebotenen romanischen Sprachen (Französisch, Spanisch, Italienisch) unterrichtet werden, kommt der Schule eine besondere regionale Bedeutung zu. Der Unterricht findet im Doppelstundenprinzip und ab Klasse 9 fachspezifisch und fakultativ auch bilingual (Englisch oder Französisch) statt. Im Zuge der Hamburger Schulreform und mit Einführung der Profiloberstufe wird großer Wert auf fächerübergreifendes und multimediales Arbeiten gelegt. Besonders ist weiterhin die Zusammenarbeit mit der Stadtteilschule Oldenfelde. Seit 2019 teilen sich das Gymnasium und die Stadtteilschule neben der Bezirkssporthalle, der 2016 erbauten Mensa und dem Oberstufenzentrum zusätzlich eine gemeinsame Grünanlage auf dem Schulhof („Grüne Mitte“). Auch das Ganztagsangebot findet in Kooperation mit der Stadtteilschule Oldenfelde statt.

## Ausstattung
Das Schulgebäude, das es in dieser Konstruktion nur einmal in Hamburg gibt, wurde 1970 erbaut und 2005 komplett saniert. Eine weitere Modernisierungsmaßnahme erfolgte 2012 mit der Anschaffung mehrerer interaktive Whiteboards und der Einrichtung von jetzt zwei großen Computerräumen. Die Hauptflure münden in eine Pausen- und Mehrzweckhalle, die für Aufführungs- und Veranstaltungszwecke genutzt wird.

## Besondere Angebote

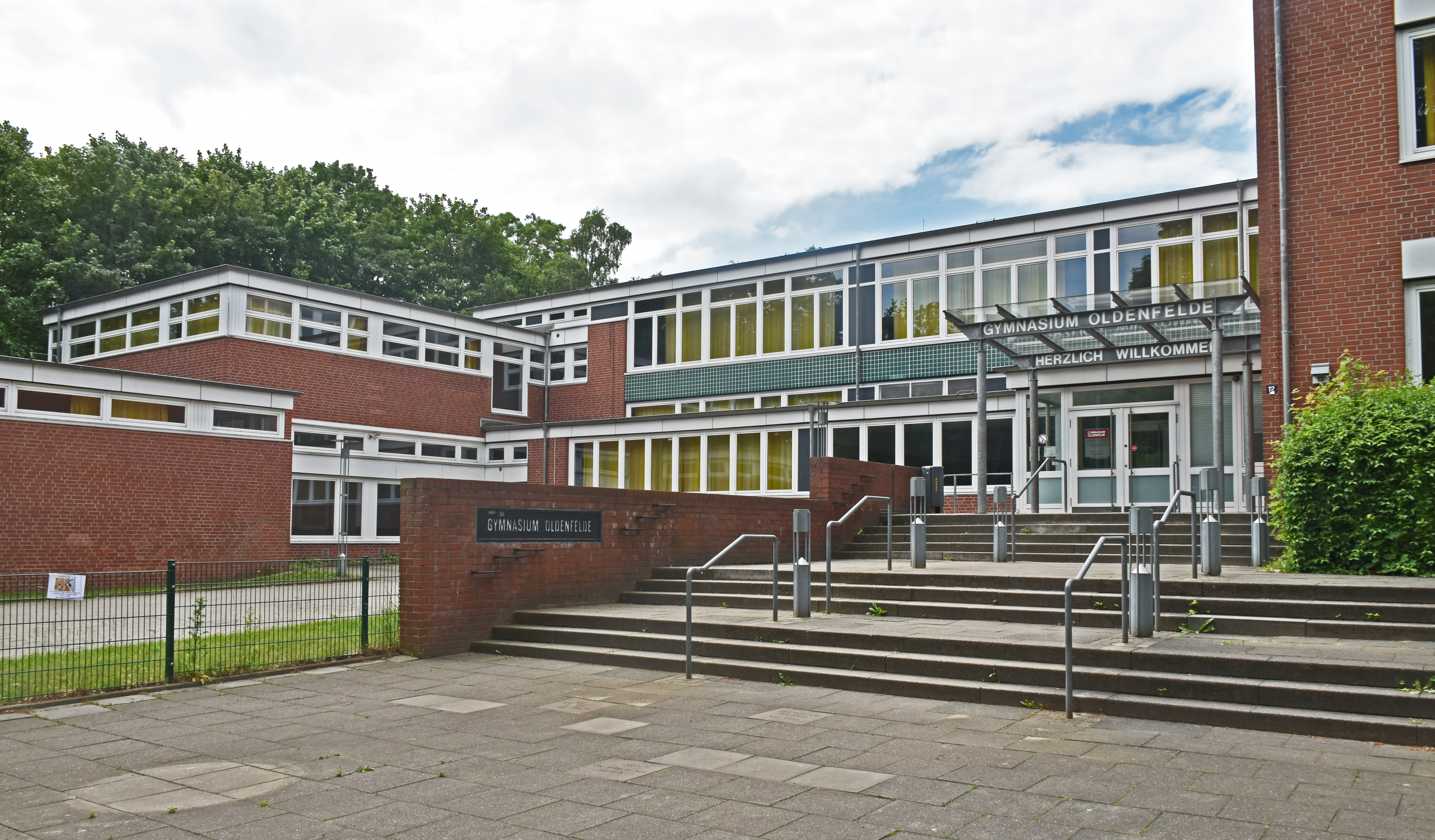
Eingang des Gymnasiums Oldenfelde

Das Gymnasium Oldenfelde betreibt mehrere Schulbibliotheken, in denen sich Schüler von der Unter- bis Oberstufe Sach- und Freizeitlektüre ausleihen können. Es wird eine Vielzahl von Arbeitsgemeinschaften angeboten, z. B. Neigungskurse, unter anderem ein naturwissenschaftliches Praktikum.
Im Zuge des schulpolitischen Projektes Fördern statt wiederholen (Hamburg hat als erstes Bundesland das Sitzenbleiben abgeschafft) hat das Gymnasium Oldenfelde ein umfangreiches Lernförderprogramm für lernschwache Schülerinnen und Schüler der Klassen 5 bis 10 etabliert.
Das künstlerische Profil der Schule kennzeichnet sich durch einen Unter-, Mittel- und Oberstufenchor, Klassenorchestern in den Jahrgängen 5 bis 7, ein Schulorchester sowie einer Big Band aus. Als mathematisch-naturwissenschaftliches Gymnasium steht das Gymnasium Oldenfelde in der Verantwortung, ein breites Angebot an Kursen der Naturwissenschaften und der Informatik anzubieten. Die Schule nimmt regelmäßig an entsprechenden Wettbewerben wie der Mathematikolympiade, Natex oder Jugend forscht teil. Das Gymnasium Oldenfelde ist ProbEx- und von 2010 bis 2017 Klimaschule. Es ist zudem ausgezeichnet als „Schule mit vorbildlicher Berufsorientierung 2015–2018“.
Im Sinne einer frühen und zielgerichteten Berufsorientierung findet in Klasse 9 ein zweiwöchiges Berufs- und in Klasse 10 ein zweiwöchiges Sozialpraktikum statt. In der Oberstufe gibt es eine Berufsinformationswoche sowie Universitätstage.
Die Schulgemeinschaft wird durch einen Alumni-Verein (Alt-GOld) unterstützt.

## Das Gymnasium Oldenfelde in den Medien
- diverse Berichte im Hamburger Abendblatt[5]
- diverse Berichte im Rahlstedter Wochenblatt[5]
- Reportage zum Thema „Mülltrennung“ auf RTL, 2011
- Fernsehbericht Hamburg 1 zum Thema 8-Stunden-Lauf, 2002[5]
- Hinz und Kunzt, 2007[6]

## Auszeichnungen und Erfolge bei Wettbewerben
- Das Team vom Gymnasium Oldenfelde hat im Planspiel Schulbanker den 1. Platz von 800 Teams erreicht (2013).
- Das Team GOldTec erreicht Platz 48 von 818 beim bundesweiten Wettbewerb Intel Leibniz Challenge der Leibniz-Universität Hannover in Kooperation mit Intel (2011).
- Ein Schüler der Studienstufe gewinnt den 2. Platz beim Landeswettbewerb Jugend forscht im Fachgebiet Mathematik/Informatik (2011)[7]
- Landessieger U15 des Nordmetall Cup Formel 1 in der Schule für Nachwuchskonstrukteure[8] und beste Teamdarstellung bei der Deutschen Meisterschaft (2009)[9]
- Jugend forscht, eine von neun Erstplatzierungen beim Regionalwettbewerb Region Hamburg (2009)
- Das Gymnasium Oldenfelde stellt einen der beiden Landessieger der Mathematik-Olympiade an Gymnasien und Gesamtschulen aus der Oberstufe, der bereits siebenfacher Landessieger ist und daher einen Sonderpreis für herausragende Leistungen der Behörde für Schule und Berufsbildung erhält (2009).[10][11]
- Ein Schüler erhielt den Sonderpreis des Ersten Bürgermeisters.[10]
- Schüler experimentieren, eine Erstplatzierung Hamburg in Biologie (2008)[12][13] aus 110 Projekten
- The Big Challenge, Teilnahme in der Kategorie Marathon zusammen mit 15 anderen Hamburger Schulen (2008)
- Deutsche Schul Go Mannschaftsmeisterschaft 2008, 12. Platz Pietsch Turnier (2008)[14]
- Deutsche Schul Go Mannschaftsmeisterschaft 2007, 3. Platz Pietsch Turnier (2007)[15]
- Ein Schüler wurde Bundessieger beim 12. Bundesweiten Physikwettbewerb 2005/2006.[10]
- Jugend forscht, 1. Preis (2006)
- Deutsche Schul Go Mannschaftsmeisterschaft 2006, 3. Platz (2006)[16]
- Sieger beim Schulschachturnier Rechtes Alsterufer gegen Linkes Alsterufer (1999)
- Bundessieger bei Jugend forscht (1990)

sowie weitere Fremdsprachen- (Englisch und Spanisch) und Sportwettbewerbe (Jugend trainiert für Olympia, Laufmeeting) auf innerstädtischer Ebene.

## Austauschprogramme
Internationale Verbindungen über Austauschprogramme hält das Gymnasium mit Frankreich, Italien, den USA und Spanien.

## Bekannte Schulangehörige
- Umut Gültekin, FIFA eSports Weltmeister 2022[17], ehem. Schüler
- Ole Thorben Buschhüter, Mitglied der Hamburgischen Bürgerschaft, ehem. Schüler
- Kirsten Boie, Schriftstellerin und Literaturwissenschaftlerin, ehem. Lehrerin[18]
- Jens Hüttmann (1975–2020), Politikwissenschaftler, Direktor der Landeszentrale für politische Bildung Hamburg
- Jennyfer Dutschke (* 1986), Politikerin (FDP), MdHB